# Quốc lộ 19 (Ba Lan)

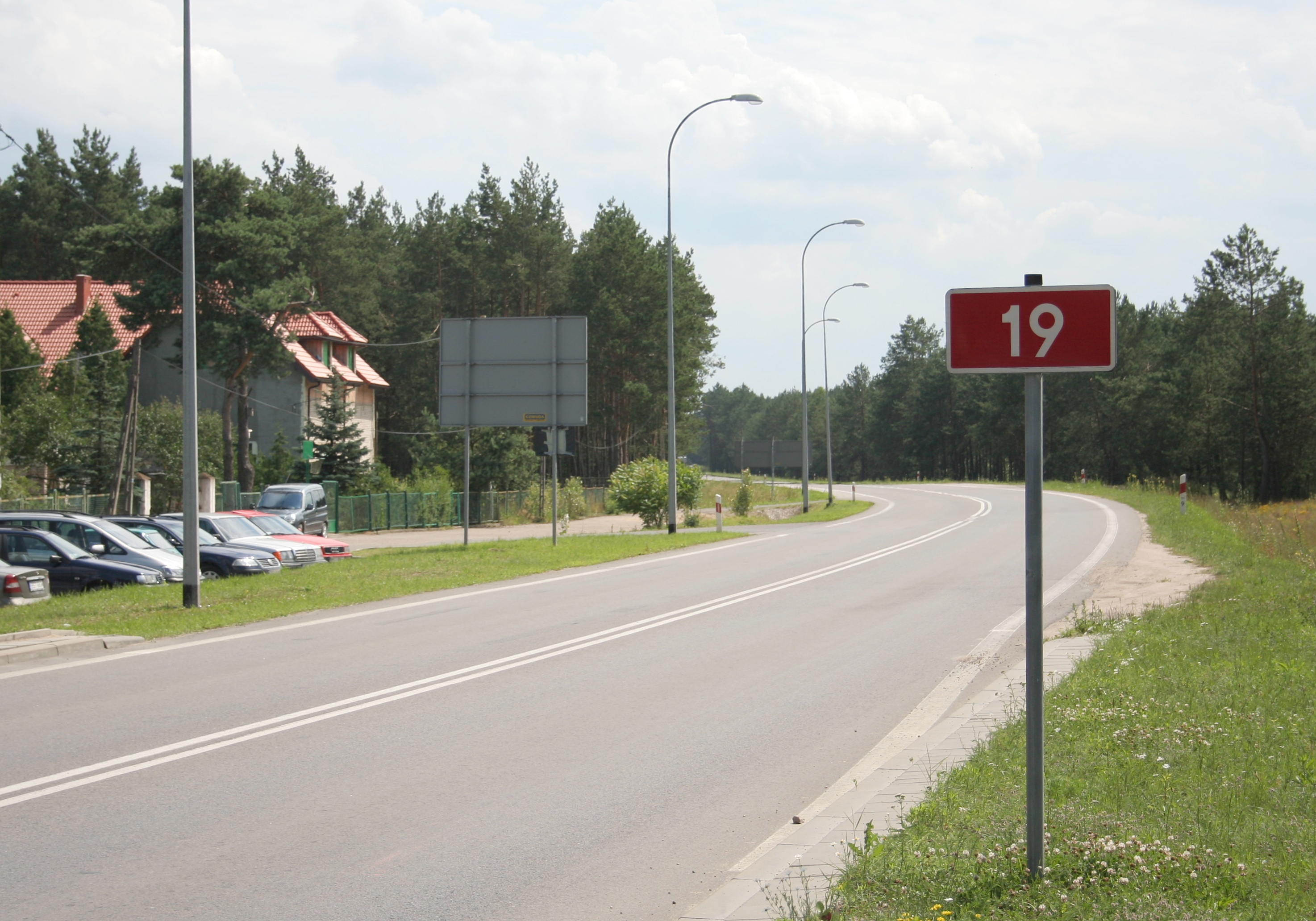
Đường 19 ở Siemiatycze

Quốc lộ 19 (tiếng Ba Lan: Droga krajowa nr 19) là một phần của mạng lưới đường bộ quốc gia Ba Lan. Đường cao tốc nối liền vùng đông bắc và phía nam của Ba Lan, chạy từ Kuźnica tại biên giới Belarus đến Barwinek tại biên giới Slovak, đi qua qua Podlaskie, Masovian, Lublin và Podkarpackie voivodeships. Quốc lộ 19 là một phần của quốc lộ châu Âu E371.
Cho đến những năm 1980, phần đường giữa Lublin và Rzeszów đã đánh dấu quốc lộ 26, và giữa quốc lộ Lublin và Radzyń Podlaski số 24. Chiều dài còn lại của tuyến đường không được phân loại là quốc lộ. Sau khi đánh số lại các con đường, tuyến đường 19 gần Białystok dẫn theo hướng Augustów, Suwałki, đến biên giới ở Budzisko (Tuyến 8 E67 ngày nay). Sau đó đổi đường từ Białystok về phía Sokółka đến biên giới ở Kuźnica (đường cũ số 18).

## Các thành phố và thị trấn lớn dọc theo tuyến đường
- Kuźnica (biên giới với Belarus)
- Sokółka
- Sochonie (đường 8)
- Białystok (đường 8, 65)
- Bielsk Podlaski (đường 66)
- Siemiatycze (đường 62)
- Łosice
- Międzyrzec Podlaski (đường 2)
- Radzyń Podlaski (đường 63)
- Kock (đường 48)
- Lublin (S12, S17)
- Kraśnik (đường 74)
- Janów Lubelski (đường 74)
- Nisko (đường 77)
- Rzeszów (đường 9, đường 94)
- Miejsce Piastowe (đường 28)
- Barwinek (biên giới với Slovakia)